# Fälttelefonapparat m/37

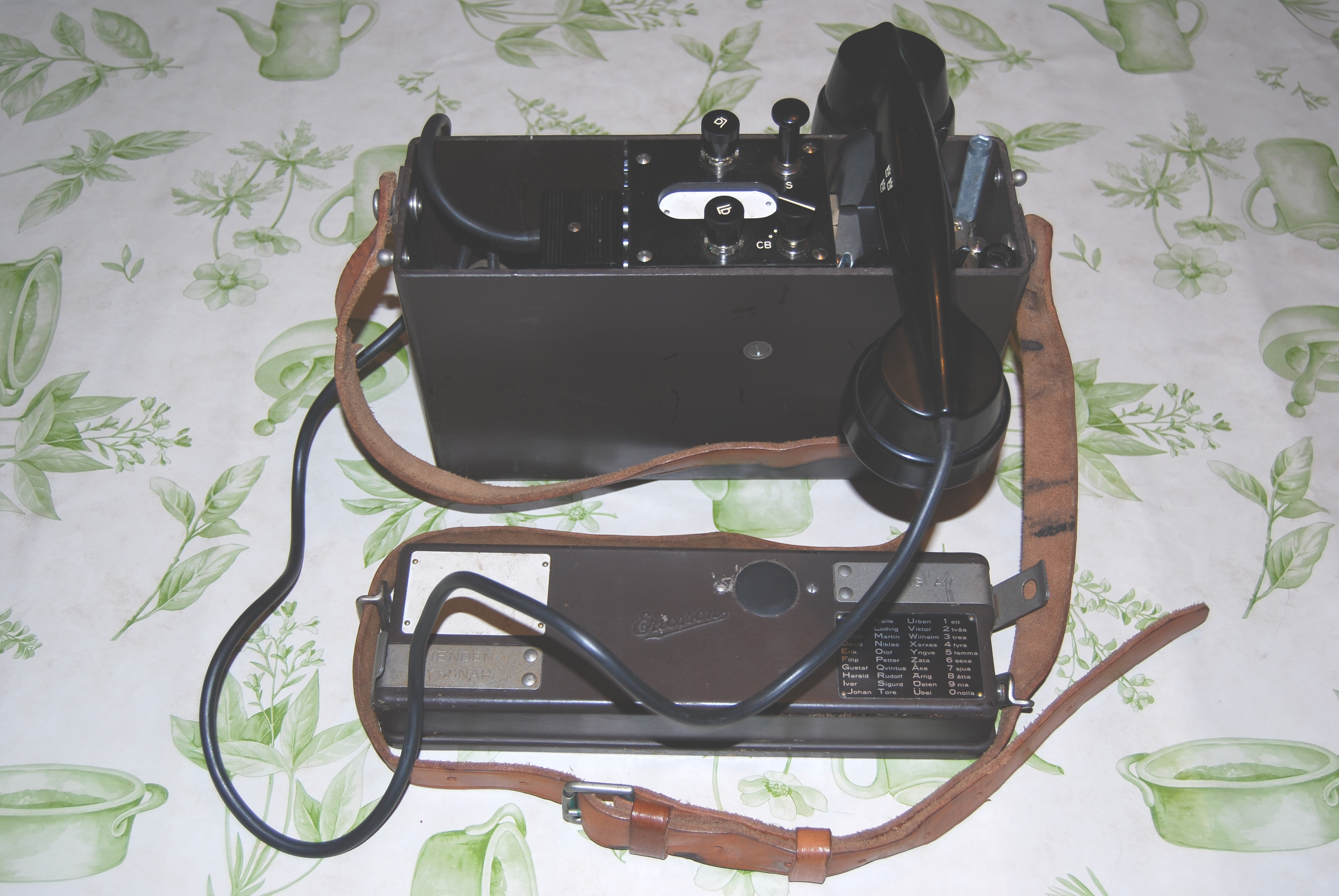
Fälttelefonapparat m/37-47
På locket, till vänster upptill, syns ett återanvändbart anteckningsplån (blyerts!) avsett för det egna telefonnumret eller motsvarande.

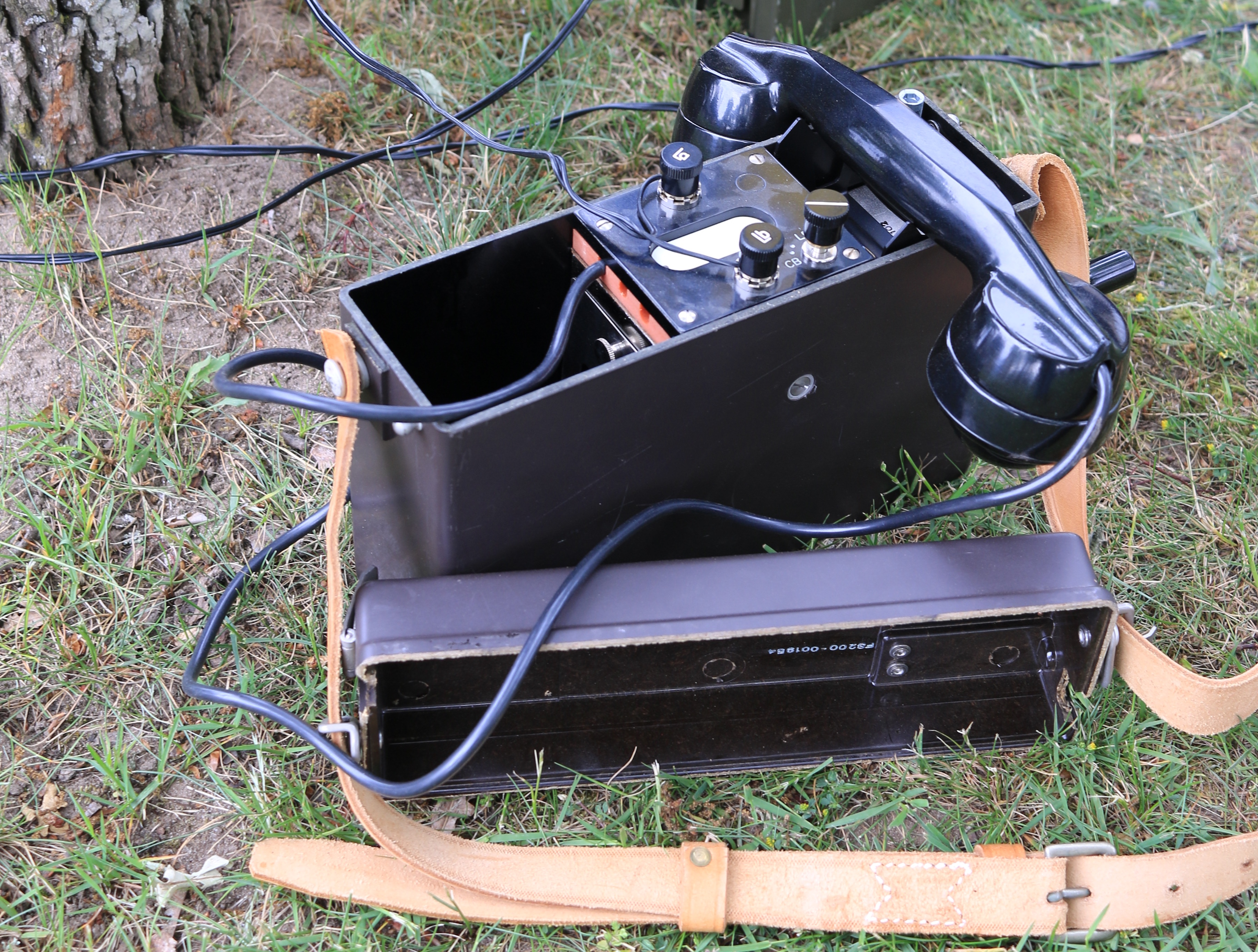
Fälttelefonapparat m/37-47

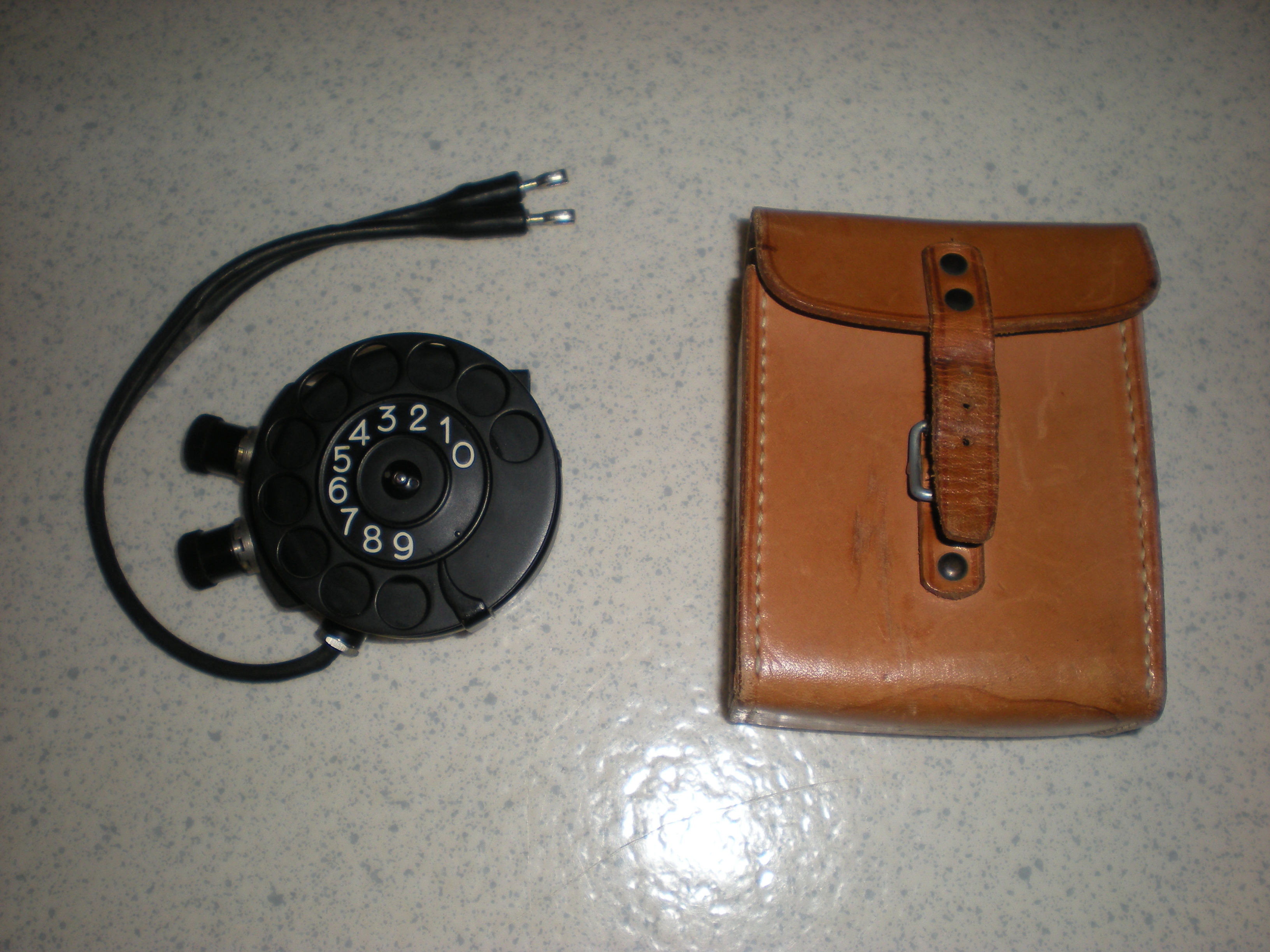
Fingerskiva till fälttelefonapparat m/37‑47 med tillhörande läderfodral.

Fälttelefonapparat m/37, populärt kallad Fältapa, är en robust telefon tillverkad av Telefon AB L.M. Ericsson efter en tysk förebild. Militärt förrådsnummer är M3926-384010-4.

## Historik
Denna fälttelefon, samt vidareutvecklingen Telefonapparat, har funnits i flest exemplar och under längst tid inom det svenska försvaret. Sammanlagt tillverkades den i drygt 100 000 exemplar, och mer än 80 år efter lanseringen har den fortfarande viss användning.
Fälttelefonapparat m/37 exporterades även till ett antal andra nationella försvarsmakter.

## Utformning
Låda och lock är av bakelit. Innanmätet hålls fast med två kraftiga skruvar på lådans långsidor.
Enheten strömförsörjdes ursprungligen med ett 3-voltbatteri med militär beteckning B3a, senare ersatt med två 1,5 volt standardceller typ IEC R20 i en bakelithållare som passar i telefonens batterifack. B3a-batteriet räckte till ca 20 timmars oavbrutet pratande. Dagens R20-batterier har högre kapacitet, och använder man alternativet LR20 (så kallat alkaliskt batteri) blir drifttiden ännu längre.
Handmikrotelefonen är försedd med en tangent, som vid tal hålls intryckt och kopplar in batteriet så att mikrofonen får ström. Lägger man mikrotelefonen ifrån sig kopplas batteriet bort, så att det inte laddas ur.
Apparaten går att ansluta till en direktlinje eller till en manuell telefonväxel. En telefonväxel av militär typ som fungerar med fälttelefonen är exempelvis Telefonväxel 10DL, 2B. Även den av LME tillverkade fältväxeln ABM 103 kan ha fältapan som anknytning. Den växeln fanns i ett stort antal hos Civilförsvaret. Dessa växlar har till viss del tilldelats Hemvärnet och Marinen sedan Civilförsvarsorganisationen avvecklats.
Fälttelefonen är också försedd med ringklocka, vevdriven generator (vevinduktor) för att aktivera klockan hos mottagaren samt summer. Summern aktiveras med en tryckknapp och ger en ton i hörtelefonen i förbindelsens andra ände. Den kan användas för att påkalla uppmärksamhet utan att påverka eventuella mellanliggande växlar. Knappen kan användas som en primitiv telegraferingsnyckel för att med morsealfabetet överbringa ett meddelande i sådana fall då förbindelsekvaliteten är så dålig att tal inte fungerar. Räckvidden kan på så sätt utökas, eftersom tonsignaleringen tränger fram bättre än tal. En förutsättning är naturligtvis att berörd personal är telegraferingskunnig. Summern användes även för förbindelsekontroll vid varje skarvställe under utbyggnad av trådlinjen. Som provsignal användes den speciella undersökningssignalen                (US). Summern genererar en mycket kraftig ton och får därför ej användas när det finns risk för att någon lyssnar med luren mot örat i motstationen. Apparatens lock har ett hål täckt av ett mjukt gummimembran över summerknappen så denna kan användas även med stängt lock. 
Apparatens ringklocka används i CB-läge som en induktans för att "hålla linjen" vid CB-samtal. Den kopplas då parallellt med linjen för att belasta linjen med den ström som CB-stationen/växeln behöver för att inte uppfatta nedkopplingssignal. En induktans har den egenskapen att den inte kortsluter tal(växel)strömmarna. men likströmmen passerar och håller kopplet uppe mot stationen tills luren läggs i klykan. LB/CB-knappen återvänder då till viloläget och ringklockans metalliska förbindelse med linjen upphör. I detta andra läge på LB/CB-omkopplaren är ringklockan kopplad i serie med kondensatorn C1. Kondensatorn medger att växelströmmarna vid en inkommande ringsignal påverkar ringklockan, och när telefonisten lyfter på luren och trycker ned LB/CB-omkastaren, sluts igen den metalliska förbindelsen och stationen/växeln uppfattar det som ett svar, och samtal kan etableras.
Då induktorveven är urskruvad täcks hålet av en liten lucka som skyddar innanmätet för ogynnsamt väder.
I lådan ryms löstagbar vev, skruvmejsel med en 6 mm sexkanthylsa i skaftet, handmikrotelefon, extra enkelhörtelefon samt batteriet. Skruvmejseln är mycket kort för att kunna användas vid arbete i telefonväxlars korskoppling. Enheten bärs med den medföljande axelremmen. På lådans lock finns en bokstaveringstabell.

## Utveckling
Den ursprungliga apparaten m/37 var konstruerad enbart för äldre telefonnät med lokalbatterisystem (LB). På 1940-talet modifierades apparaten så att den försågs med en klyka som handmikrotelefonen kunde hängas på, liksom en tryckknapp märkt LB/CB med mekanism som gjorde att man kunde välja trafiktyp. Därmed kunde apparaten användas även i centralbatterisystem (CB). Den modifierade apparaten fick modellbeckningen m/37-47 och känns igen även om den är packad och med locket påsatt genom att en röd fyrkant målats på lådans kortsida.
I CB-system används inte vevinduktorn för påringning, utan anrop görs genom att man lyfter handmikrotelefonen från klykan och LB/CB-knappen trycks ned, och slutsignal ges genom att man lägger tillbaka handmikrotelefonen på klykan.
Vid CB-nät strömförsörjs nätet visserligen från telefonväxeln, men fältapparatens mikrofon och summer kräver för att fungera fortfarande att batteri finns monterat, beroende på att mikrofonen aldrig har metallisk kontakt med linjen.
Som tillbehör finns en fingerskiva, som kan kopplas i serie med linjen. Man kan då även ringa i automatiserade nät, ATN, allmänna telefonnätet. Specialfunktioner i dagens elektroniska telefonväxlar, som kräver stjärna, fyrkant eller den så kallade R-knappen medges dock inte då telefon m/37-47 används.